# اودو لیندنبرگ
اودو لیندنبرگ زادهٔ ۱۷ مه ۱۹۴۶ در گروناو، خوانندهٔ راک، موسیقی‌دان، نویسنده و نقاش آلمانی می‌باشد.
اودو لیندنبرگ در سال ۱۹۴۶ فرزند هرمین و گوستاو لیندبرگ در شهر گروناو نورد راین وستفالن آلمان زاده شد. کارهای غیرحرفه‌ای موسیقی‌اش را از کودکی آغاز کرد و در سال ۱۹۶۹ گروه «فری اوربیت» (به آلمانی: Free Orbit) را راه‌اندازی کرد و اولین کار حرفه‌ای اش را در اکتبر سال ۱۹۷۰ عرضه کرد. اولین کتاب خود را با نام «کابوس آلبرت تا دیوانگی ووتان: روی آلبوم توپی پرشکوه» (به آلمانی: Albert Alptraum bis Votan Wahnwitz. Auf dem Album Ball Pompös) منتشر کرد. در سال ۱۹۷۶ اولین آلبوم پرآهنگاش را عرضه‌کرد که در همان سال‌ها شهرت را کسب کرد. در سال ۱۹۸۰ فیلمی را با نام  Panische Zeiten (زمان‌های وحشت‌زده) را برنامه‌ریزی و تهیه کرد. در ۲ فوریه ۱۹۸۳ ترانهٔ «قطار مخصوص به‌سوی پانکو» (به آلمانی: Sonderzug nach Pankow) را که با هدف اعتراض به جلوگیری مقامات از سفر او به آلمان شرقی و اجرای کنسرت در GDR نوشته‌شده‌بود را منتشر کرد که باعث به‌شهرت رسیدن او به صورت جهانی شد.
او همراه با خواننده‌های بسیاری همچون ننا، جانا نانینی، تام رابینسون، دیوید بویی و توماس هوبنر همکاری داشته. او در حال حاضر در هتل آتلانتیک هامبورگ زندگی می‌کند. شرکت پست آلمان در سال ۲۰۱۰ از دو ترانهٔ اودو لیندنبرگ «قطار مخصوص به‌سوی پانکو» و «آندریا دوریا» تمبرهایی را ساخت.